# ديمتري مورافييف
ديمتري مورافييف (بالإنجليزية: Dimitry Muravyev) ولد بتاريخ 2 نوفمبر 1979 في الجمهورية الكازاخية السوفيتية الاشتراكية، الاتحاد السوفيتي، هو دراج كازاخستاني سابق.

## روابط خارجية
- ديمتري مورافييف على موقع الاتحاد الدولي للدراجات (الإنجليزية)
- ديمتري مورافييف على موقع أرشيف الدراجات (الإنجليزية)
- ديمتري مورافييف على موقع إحصائيات الدراجات الإحترافية (الإنجليزية)
- ديمتري مورافييف على موقع نسبة الدراجات (الإنجليزية)
- ديمتري مورافييف على موقع CycleBase (الإنجليزية)
- Team Astana profile